# San Francisco Rush 2049
 San Francisco Rush 2049 è un videogioco di gare di corsa sviluppato da Atari Games e pubblicato da Midway Games per i videogiochi arcade, la      Nintendo 64, il Game Boy Color e per la Sega Dreamcast. È stato pubblicato il 7 settembre 2000 in America del Nord e il 17 novembre 2000 in Europa.
San Francisco Rush 2049 è un seguito di San Francisco Rush: Extreme Racing e Rush 2: Extreme Racing USA. In pratica, è il terzo gioco della serie Rush.
La versione più recente del Dreamcast è stata ripubblicata come parte della Midway Arcade Treasures 3 per PlayStation 2, Xbox e per la GameCube.

## Caratteristiche
Il gioco si distingue per l'alto livello dei dettagli, soprattutto quelli di una possibile versione futuristica di San Francisco. Esso prevede inoltre che possano giocare quattro giocatori al massimo in modalità Rumble Pak. Il vero core del gameplay sta nella possibilità di completare i vari circuiti sfruttando le numerose scorciatoie presenti nel gioco. Una grande differenza del gioco, rispetto ai suoi predecessori, è la capacità di estendere la propria auto da ali in midair. Vi è anche una Battle Mode, che è una sorta di multiplayer deathmatch. Ci sono 6 tracce Race, 4 arene Stunt, 8 arene di battaglia, e ovviamente Obstacle 1.

## Modalità di gioco
- Single Race - Single Race è una modalità molto simile alla modalità Pratica, ad eccezione del fatto che è una corsa. I giocatori possono selezionare un percorso, e poi personalizzare le opzioni per la corsa.
- Practice - La modalità Practice consente ai giocatori di fare quello che vogliono e di migliorare le loro competenze. Non vi è alcun limite di giro, e non ci sono piloti gestiti dal computer (tuttavia ci possono essere dei piloti gestiti dal computer se desiderato).
- Ghost Race - Questa modalità è molto più divertente di qualsiasi altra modalità. Non appena il giocatore completerà una corsa, ha la possibilità di correre contro il fantasma del proprio personaggio.
- Circuit - Questa modalità è un torneo multi-corsa. I giocatori possono selezionare un circuito su cui partecipare alle gare per sbloccare vari extra per il gioco.
- Stunt - La modalità Stunt è simile alla modalità Single Race, ma è necessario eseguire acrobazie in un tempo limitato sui binari.
- Ostacolo - Nella modalità "ostacolo", il giocatore deve raggiungere la fine di un percorso pieno di trappole nel tempo prestabilito.
- Battaglia - In questa modalità multiplayer, i giocatori devono distruggere il loro avversario utilizzando automobili e oggetti particolari.

## Elenco delle colonne sonore
La versione di questo gioco per l'N64 contiene 12 brani, quasi tutti dei quali sono esclusivi di questa versione e non sono nemmeno nelle versioni Arcade. La versione del Dreamcast include 20 brani, molti dei quali sono gli stessi della versione Arcade e alcuni dei quali sono esclusivi di questa versione. Il brano musicale "Notte", ad esempio, è diverso in entrambe le versioni.